# Cafezal do Sul
Cafezal do Sul este un oraș în Paraná (PR), Brazilia.